# Bella (filme)
Bella é um filme américo-mexicano de 2007 dirigido por Alejandro Gómez Monteverde e estrelado por Eduardo Verástegui e Tammy Blanchard.  
O filme mostra um dia em Nova York e seu impacto na vida de José, um famoso jogador de futebol, e Nina, que está com uma gravidez indesejada e está no dilema quanto a abortar ou não sua filha.

## Sinopse
Bella conta a história de uma jovem camareira solteira que vive na cidade de Nova York, que engravida, perde o emprego e luta contra a decisão de conservar ou não seu bebê. Enquanto isso, conhece um chef de cozinha latino , que sofreu uma tragédia no passado, e que representa talvez a única pessoa em sua vida que realmente cuida dela. Durante o desenvolver do filme a tomada de decisão(abortar ou não) mudará a vida de ambos.

## Elenco
- Eduardo Verástegui como Jose
- Tammy Blanchard como Nina
- Manny Perez como Manny
- Ali Landry como Celia
- Ramon Rodriguez como Eduardo